# Plectranthus preussii
Plectranthus preussii là một loài thực vật có hoa trong họ Hoa môi. Loài này được (Gürke) ined. miêu tả khoa học đầu tiên.